# 中島Ha-5發動機
中島Ha-5發動機（日语：ハ5エンジン）乃日本中島飛機公司研發製造的氣冷式星型飛機用活塞發動機，內部代號為「NAL」，採複列14汽缸、底置凸輪軸（over head valve，縮寫成OHV）、離心式機械增壓的配置；主要擔任設計的工程師是石田義郎、吉川晉作等二人。大日本帝國陸軍命名成Ha-5（日语：ハ5），衍生的性能提升版本稱為Ha-41、Ha-109。
此系列發動機的構思出發點乃是將單列9汽缸的中島壽發動機（Ha-1）加以擴大成複列14汽缸，故汽缸直徑、行程皆與後者相同。開發初期被陸軍作為轟炸機，性能加強版的Ha-41、Ha-109則使用於二式單座戰鬥機（又稱Ki-44鍾馗）。此外，大日本帝國海軍並未裝備此系列發動機，因此沒有海軍慣用的漢字通稱。

## 概要
1923年（大正12年）起英國布里斯托飛機公司授權中島飛機生產布里斯托Jupiter發動機，數年後又獲得美國普惠公司、柯蒂斯-萊特公司的技術支援，發展出壽、光等二具單列氣冷式星型發動機。彼時的發展趨勢是逐漸向複列式靠攏，於是中島飛機遂著手將既存的壽發動機加以擴大，並於1933年（昭和8年）完成試作機。此複列14汽缸試作機的排氣量為37.5公升，與後來正式量產的Ha-5有些共同特徵，例如前、後列啟閉閥門用的推桿及推動推桿的凸輪配置於發動機前方。不過，曲軸為一體成型、主連桿端部為分割型，這一點就跟後來量產的大不相同。原來當初開發試作機時已考量到提升性能的可能性，結構中預留空間以利推桿和凸輪分別配置在前排或後排，所以正式量產時主連桿端部改成分割型。這種設計非但確保汽缸閥門的角度和加大散熱片，而且連桿的剛度、相連軸承的耐久強度亦能提高，使得曲柄周圍堅牢緊連著。後來此種設計方式獲得成功，是以榮等複列式發動幾亦採取相同的設計理念。
NAL引起陸軍的注意，並賦予命名為「Ha-5」（初期最大馬力800hp），跟同時期三菱重工業開發的Ha-6發動機（又名「A6震天改」，係沿用金星之技術）形成競爭對手。1935年（昭和10年）為了次世代轟炸機，陸軍要求中島飛機代號Ki-19（キ19）、三菱重工業代號Ki-21（キ21）、川崎重工業代號Ki-22（キ22），各自開發後繼機種。1937年陸軍決定採用三菱Ki-21的機體，但換裝中島Ha-5發動機，也就是九七式重轟炸機。後來又開發出性能提升版Ha-41（起飛馬力1,260hp）、Ha-109（起飛馬力1,500hp）等二具，後者搭載於「鍾馗」上。
自1937年（昭和12年）起，中島及三菱生產Ha-5系列發動幾共計7,331具，其中中島（1937年至1944年）佔了5,500具、三菱（1937年至1941年）佔了1,831具。除此之外，中島飛機也曾自行試製缸徑、行程和Ha-5相同的「NAL-6」發動機，但因問題過多並未實際製造。

## 規格
| 陸軍代號       | ハ5                                                        | ハ5改                                                      | ハ41                                           | ハ109 |
| 陸軍制式名稱   | 97式850馬力                                                | 97式850馬力改                                              | 100式1250馬力                                  | 2式1450馬力                                                                                              |
| 海軍代號       |                                                            |                                                            | NK5                                            | NK5 |
| 統一規格代號   |                                                            |                                                            | ハ34-01                                        | ハ34-11                                                                                                  |
| 引擎類型       | 空冷星型14汽缸活塞發動機                                   | 空冷星型14汽缸活塞發動機                                   | 空冷星型14汽缸活塞發動機                       | 空冷星型14汽缸活塞發動機                                                                                 |
| 引擎全長       | 1,335公厘                                                  |                                                            | 1,660公釐                                      | 1,660公釐                                                                                                |
| 引擎直徑       | 1,255公厘                                                  | 1,260公厘                                                  | 1,263公厘                                      | 1,263公厘                                                                                                |
| 汽缸內徑       | 146公厘                                                    | 146公厘                                                    | 146公厘                                        | 146公厘                                                                                                  |
| 行程           | 160公厘                                                    | 160公厘                                                    | 160公厘                                        | 160公厘                                                                                                  |
| 汽缸容量       | 37.48公升                                                  | 37.48公升                                                  | 37.48公升                                      | 37.48公升                                                                                                |
| 壓縮比         | 6.7:1                                                      | 6.7:1                                                      | 6.9:1                                          | 6.7:1 |
| 排氣量         | 37,500cc                                                   | 37,500cc                                                   | 37,500cc                                       | 37,500cc                                                                                                 |
| 燃油供給       | 化油器給油                                                 | 化油器給油                                                 | 化油器給油                                     | 化油器給油                                                                                               |
| 增壓器         | 一段一速離心式機械增壓器、增壓葉片直徑28公分，壓縮比8.39:1 | 一段一速離心式機械增壓器、增壓葉片直徑28公分，壓縮比8.39:1 | 一段二速離心式機械增壓器、壓縮比6.55:1、8.55:1 | 一段二速離心式機械增壓器、壓縮比6.55:1、8.55:1                                                           |
| 重量           | 605公斤                                                    | 625公斤                                                    | 625公斤                                        | 720公斤                                                                                                  |
| 海平面輸出功率 | 930匹馬力／每分鐘2,400轉                                   | 1,000匹馬力／每分鐘2,400轉                                 | 1,200匹馬力／每分鐘2,500轉                     | 1,520匹馬力／每分鐘2,650轉                                                                               |
| 一般輸出功率   | 750匹馬力／每分鐘2,200轉（4,300公尺狀態）                  | 1,080匹馬力/每分鐘2,400轉（4,000公尺狀態）                 | 1,260匹馬力/每分鐘2,450轉（3,700公尺狀態）     | 1,440匹馬力/每分鐘2,600轉（2,100公尺狀態、一級一速） 1,320匹馬力/每分鐘2600轉（5,200公尺狀態、一級二速） |
| 搭載機型       | 九七式重轟炸機 九七式輕轟炸機                              | 九七重轟炸機一型乙                                         | 吞龍重轟炸機 二式單座戰鬥機                    | 吞龍重轟炸機 二式單座戰鬥機                                                                              |

## 內部連結
- 中島飛機
- 中島榮發動機
- 中島Ha-44發動機

## 外部連結
- （日語）中島の発動機について（页面存档备份，存于）